# ماي كلارك
ماي كلارك (بالإنجليزية: Mae Clarke)‏ هي ممثلة أمريكية، ولدت في 16 أغسطس 1910 بفيلادلفيا في الولايات المتحدة، وتوفيت في 29 أبريل 1992 في الولايات المتحدة بسبب سرطان.

## أعمال

### أفلام
- (1931) الصفحة الأولى
- (1950) آني تأخذ سلاحك
- (1952) لنغني تحت المطر[6][7]
- (1967) ميلي الجديدة كليا

### مسلسلات
- باتمان

## وصلات خارجية
- ماي كلارك على موقع IMDb (الإنجليزية)
- ماي كلارك على موقع ألو سيني (الفرنسية)
- ماي كلارك على موقع تيرنر كلاسيك موفيز (الإنجليزية)
- ماي كلارك على موقع أول موفي (الإنجليزية)
- ماي كلارك على موقع قاعدة بيانات الأفلام السويدية (السويدية)
- ماي كلارك على موقع إن إن دي بي (الإنجليزية)
- ماي كلارك على موقع ديسكوغز (الإنجليزية)
- ماي كلارك على موقع قاعدة بيانات الفيلم (الإنجليزية)
- ماي كلارك على موقع كينوبويسك (الروسية)